# معروف الإسكافي (تمثيلية اذاعية)
معروف الإسكافي، تمثيلية غنائية شارك فيها عبد الحليم حافظ بالغناء وصلاح منصور بالتمثيل كتبها للإذاعة أحمد محمد يوسف في أوائل الخمسينيات.